# Bogdanóvitx
Bodanóvitx - Богданович (rus) és una ciutat de l'óblast de Sverdlovsk, a Rússia. Es troba a la vora del riu Kunara, un afluent per la dreta del Pixmà, a 99 km a l'est de Iekaterinburg.

## Història
Bodanóvitx fou fundada el 1883, i dos anys després s'hi obrí una estació de tren. Rebé el nom en honor del general Ievgueni Bodanóvitx. Aconseguí l'estatus de possiólok (poble) el 1935 i el de ciutat el 1947.